# Svenska Lutherska Evangeliföreningen
Svenska Lutherska Evangeliföreningen i Finland r.f. (SLEF) är en väckelserörelse inom Evangelisk-lutherska kyrkan i Finland. Föreningen grundades år 1922 då den Evangeliska rörelsen delades i två delar på språkliga grunder. De svenskspråkiga grundade SLEF, medan de finskspråkiga grundade Suomen Luterilainen Evankeliumiyhdistys. En central gestalt i SLEF:s historia och teologi är Fredrik Gabriel Hedberg. I Finland bedriver SLEF verksamhet framför allt i Borgå stift. Inom stiftet ligger tyngdpunkten i Österbotten, men verksamhet finns också i andra delar av Svenskfinland.
I sin teologi betonar man Guds fria nåd och dess samband med dopet, den objektiva försoningsläran, möjligheten till frälsningsvisshet, Bibelns tillförlitlighet, ren lära och förkunnelsens centrala ställning.
Förutom sin verksamhet i Finland, bedriver SLEF även mission i Kenya, Etiopien och Estland. Missionsverksamheten har starka rötter som går långt tillbaka i tiden. Kenya-missionen började år 1963; innan dess hade man bedrivit mission i den finskspråkiga systerföreningens regi.
SLEF producerar även litteratur i form av böcker och tidningar. Föreningens språkrör är tidningen Sändebudet som utkommer tolv gånger om året.
I Sverige har man haft kontakter med framför allt Evangelisk Luthersk Mission – Bibeltrogna Vänner.
Ordförande för SLEF är Ingvar Dahlbacka, som är professor i kyrkohistoria vid Teologiska fakulteten vid Åbo Akademi och verksamhetsledare är Albert Häggblom.